# Дончо Щипянчето
 Тази статия е за щипският деец.  За прилепския деец на ВМОРО вижте Антон Тошев.  
Андон Стоянов Тошев, известен като Доне, Донката, или Дончо Щипянчето или Щипянски, или Кираджията е български революционер, деец на Вътрешната македоно-одринска революционна организация. Определян е като основоположник на стоицизма в Организацията.

## Биография

### Ранни години
Андон Стоянов е роден на 20 юни 1867 година в щипското село Ерджелия, тогава в Османската империя. Родителите му са Стоян Илиев, наречен галено Тоше и съпругата му Мита. Произлиза от най-голямата тогава семейна задруга в селото - Ергелийските. Живее в Щип от седем годишна възраст след смъртта на майка си, заедно с баща си и втората му съпруга Йордана Дамянова. Има брат Тодор и сестра Андроника, родени в края на 70-те. Учи шест години в българското училище, след това учи занаят и от 14-годишен работи като кожухар по селата. Активист е на българското читалище „Деятелност“ в града, където е възпитан с разказите за Васил Левски, Христо Ботев и другите български революционери, отдали живота си за свободата на Отечеството. Около февруари 1888 година се жени за Катерина (1864-1958), дъщеря на щипския делегат от Кюстендилска епархия на Първия църковно-народен събор при учредяването на Българската екзархия в 1871 - иконом поп Апостол Поликарев, с която имат 6 деца. Братът на Катерина – Григор Попапостолов, учител в Кочани, е осъден в 1885 година на масов процес от вилаетския съд в Прищина за опит за въоръжена акция срещу властта. Починал на заточение в Диарбекир, заедно с жена си и 2 от 5-те им деца в края на 80-те години. След убийството и на баща му Стоян от мюсюлмани, около април същата 1888 година, Доне Стоянов, върху когото единствено остава издръжката на фамилията, продължава сравнително по-доходния му занаят на кираджия, създавайки си широки познанства, послужили му в революционната дейност.

### Във ВМОРО
Включва се сред първите в дейността на щипския комитет на ВМОРО, вербуван от Даме Груев. Като доверен куриер на Гоце Делчев му е препоръчан от неговия съратник прилепчанеца Тодор Станков. Една от първите задачи, които Андон Стоянов изпълнява през лятото на 1895 година е да се срещне с авантюриста Александър Чакъров и четата му във Винишко и от името на Гоце Делчев да го разубеди от намерението му да вдига въстание с 40 души. От края на 1895 година заедно с останалото оръжие, литература и кореспонденция той започва да пренася за комитетите и бомби, чийто главен производител в този период е Наум Тюфекчиев в София. На 7 април 1896 година на влизане в Битоля до храма „Света Неделя“, Андон Стоянов е заловен от турските власти, пренасяйки бомби, револвери и муниции, предадени му в Щип на 3 април от Тодор Станков. Подложен е на най-жестоки изтезания в продължение на месеци, но не издава никого. Въпреки това, от откритото у него шифровано писмо, адресирано „до Аврам Моше, Битоля“, властите заподозират съществуването на организация. Битолският валия Абдулкерим паша Бурсалъ кани европейските консули в града да видят бомбите. Започва поредица от арести по маршрута на Доне Стоянов при това му пътуване- в Битолско, Прилепско, Щипско- само по подозрение. Това дава възможност на Гоце Делчев да се върне в Щип от планирано пътуване до България, настигнат и известен от куриера Спиро Келеманов. Разпитван първоначално от щипския каймакамин, а след месец и в Скопие, Делчев е освободен при условие да напусне Щип, а Тодор Станков – тогава негов колега и съквартирант – не е дори заподозрян. След близо година следствие Доне Тошев е осъден на 101 години затвор в пранги, намален по-късно на 15 години. За неговата скромност и непоколебима твърдост свидетелстват
Гьорче Петров:
| „ | Доне си създаде име въ организацията като праотецъ на твърдостьта при най-голѣми страдания. Така се създаде традиция, — единъ духъ да не се изказва, да не се издава нищо. Надпреварваха се, кой повече мѫки да изтрае. Претенцията на Донета бѣше само, да се дава по единъ чувалъ брашно на децата му, и това правѣхме... Доне, като излѣзе отъ затвора, съ смѣхъ разказваше за мѫкитѣ си като за обикновено нѣщо. | “ |

Христо Силянов:
| „ | Турцитѣ се запретнаха да изтръгнатъ отъ преносвача разкрития. Комитетскитѣ хора трепнаха при мисъльта, че заловениятъ преносвачъ може да прояви слабость. Но щипянецътъ се оказа твърдъ като скала. Затворенъ въ единъ долапъ, кѫдето бѣ невъзможно да се легне, той изтърпѣ всички изтезания – бой, горене по гърба съ нажежено желѣзо и пр. – и не измѣни докрай отговора си: нищо не знае, другъ нѣкой турилъ бомбитѣ въ чувалитѣ, безъ да го пита... Въ долапа на затворения почнаха да идатъ баници и печени пилета – вещественъ изразъ на благодарностьта и възхищението на битолчани отъ Доневата твърдость. Всичко се свърши съ осѫждането на арестувания на доживотенъ затворъ. Първото изпитание бѣ преодоляно. Доне се прочу изъ цѣла Македония: „създаде си име въ Организацията като праотецъ на твърдостьта при най-голѣми страдания”, – както основателно бележи Гьорче Петровъ. | “ |

и Анастас Лозанчев:
| „ | При един обиск на чували с ориз, в които бяха укрити бомби, бе заловен Доне Щипянчето и арестуван. Подложен на мъчения, той не предаде никого. Познаваше и Пере Тошев, и Г. Петров, и мен, и др. При мен даже беше спал няколко нощи. | “ |

Геройството на Дончо Щипянчето е възпято от благодарните битолчани в популярна революционна песен. Описано е и от Пейо Яворов, с когото са се познавали, както и от Димитър Талев, черпил сведения от жена му Катерина. Например името на нейната майка е Ния (Агния), Спиро Келеманов е прототип на обущаря Коле, придружавал Гоце Делчев до София и пр. В знак на уважение към личността на Доне Тошев, в романа си „Илинден“ писателят прави изключението да го опише напълно документално и под истинското му име.
В затвора е подкрепян от Йордан Гавазов и Стоян Лазов, с които извършват покушението над сърбоманина Мицко Кръстев, заради което прекарва нови 3 месеца в „долапа“ с размери метър на метър на метър и 50. Помощ им оказва и Димитър Лимончев, секретар на българското търговско агентство в Битоля, както и агентът Никола Стойчев. Амнистиран е като българин заедно с други 9 затворници по повод на Гръцко-турската война на 20 октомври стар стил 1897 година. Излиза от затвора три дни по-късно и се завръща в Щип. Търсен отново от властите, след няколко седмици се прехвърля през границата в Кюстендил, последван след няколко месеца от цялото си семейство - съпругата, сина Панчо, втората жена на баща му, брат му и сестра му. Първородното му дете Софка умира, докато е в затвора. Десетина години живеят в къщата на баба Дона Ковачева, базата на Гоце Делчев в Кюстендил, където се раждат и 4 от децата му - Крум, Цвета, Елена (1908-1986), Надежда (1906-1953). Продължава революционната си дейност и занаята на пренасяне на товари с коне. След смъртта на Даме Груев е последовател на Христо Матов и Тодор Александров. Активен e във ВМРО до началото на 1922 година, когато здравето му се влошава окончателно.
Андон Стоянов умира на 15 април 1931 година в Кюстендил. На неговото погребение последният му жив другар от първите дни на Организацията Тодор Станков поднася венец с надписа: „На Гай Муций Сцевола!“.
Един от синовете на Андон Стоянов Тошев е деецът на десницата на ВМРО Панчо Тошев - депутат от Македонската парламентарната група в XXIII ОНС (1931–1934) и окръжен пълномощник на ЦК на ВМРО за Пиринска Македония. Другият му син - Крум Андонов Тошев (1899-1965) е активист на Македонския младежки съюз през 20-те години, а дъщерята Цвета Андонова Тошева - Иванова (1902-1985) - на Македонския женски съюз до преврата на 19 май 1934. По време на комунистическия режим след 9 септември 1944 Крум Андонов Тошев и синът му Антон Крумов Тошев (1930-1978) са политически затворници.

## Родословие
|  |  |  |  |  |  |  |  |  |  |  |  |  |  |  |  |  |  |  |  |  |  |  |  |  |  |                  |                  |                  |                  |                            |                            |                            |                            |                            |                            |                           |                           |                           |                           |                          |                          |                               |                               |                               |                               |                               |                               |                             |                             |                             |                             |  |  |  |  |  |  |  |  |  |  |  |  |  |  |  |  |  |  |
|  |  |  |  |  |  |  |  |  |  |  |  |  |  |  |  |  |  |  |  |  |  |  |  |  |  |                  |                  |                  |                  | Стоян Илиев Ергелийски     | Стоян Илиев Ергелийски     | Стоян Илиев Ергелийски     | Стоян Илиев Ергелийски     | Стоян Илиев Ергелийски     | Стоян Илиев Ергелийски     |                           |                           | Мита Тошева               | Мита Тошева               | Мита Тошева              | Мита Тошева              | Мита Тошева                   | Мита Тошева                   |                               |                               |                               |                               |                             |                             |                             |                             |  |  |  |  |  |  |  |  |  |  |  |  |  |  |  |  |  |  |
|  |  |  |  |  |  |  |  |  |  |  |  |  |  |  |  |  |  |  |  |  |  |  |  |  |  |                  |                  |                  |                  | Стоян Илиев Ергелийски     | Стоян Илиев Ергелийски     | Стоян Илиев Ергелийски     | Стоян Илиев Ергелийски     | Стоян Илиев Ергелийски     | Стоян Илиев Ергелийски     |                           |                           | Мита Тошева               | Мита Тошева               | Мита Тошева              | Мита Тошева              | Мита Тошева                   | Мита Тошева                   |                               |                               |                               |                               |                             |                             |                             |                             |  |  |  |  |  |  |  |  |  |  |  |  |  |  |  |  |  |  |
|  |  |  |  |  |  |  |  |  |  |  |  |  |  |  |  |  |  |  |  |  |  |  |  |  |  |                  |                  |                  |                  |                            |                            |                            |                            |                            |                            |                           |                           |                           |                           |                          |                          |                               |                               |                               |                               |                               |                               |                             |                             |                             |                             |  |  |  |  |  |  |  |  |  |  |  |  |  |  |  |  |  |  |
|  |  |  |  |  |  |  |  |  |  |  |  |  |  |  |  |  |  |  |  |  |  |  |  |  |  | Йордана Дамянова | Йордана Дамянова | Йордана Дамянова | Йордана Дамянова | Йордана Дамянова           | Йордана Дамянова           |                            |                            | Андон Тошев (1867 – 1931)  | Андон Тошев (1867 – 1931)  | Андон Тошев (1867 – 1931) | Андон Тошев (1867 – 1931) | Андон Тошев (1867 – 1931) | Андон Тошев (1867 – 1931) |                          |                          | Катерина Тошева (1864 – 1858) | Катерина Тошева (1864 – 1858) | Катерина Тошева (1864 – 1858) | Катерина Тошева (1864 – 1858) | Катерина Тошева (1864 – 1858) | Катерина Тошева (1864 – 1858) |                             |                             |                             |                             |  |  |  |  |  |  |  |  |  |  |  |  |  |  |  |  |  |  |
|  |  |  |  |  |  |  |  |  |  |  |  |  |  |  |  |  |  |  |  |  |  |  |  |  |  | Йордана Дамянова | Йордана Дамянова | Йордана Дамянова | Йордана Дамянова | Йордана Дамянова           | Йордана Дамянова           |                            |                            | Андон Тошев (1867 – 1931)  | Андон Тошев (1867 – 1931)  | Андон Тошев (1867 – 1931) | Андон Тошев (1867 – 1931) | Андон Тошев (1867 – 1931) | Андон Тошев (1867 – 1931) |                          |                          | Катерина Тошева (1864 – 1858) | Катерина Тошева (1864 – 1858) | Катерина Тошева (1864 – 1858) | Катерина Тошева (1864 – 1858) | Катерина Тошева (1864 – 1858) | Катерина Тошева (1864 – 1858) |                             |                             |                             |                             |  |  |  |  |  |  |  |  |  |  |  |  |  |  |  |  |  |  |
|  |  |  |  |  |  |  |  |  |  |  |  |  |  |  |  |  |  |  |  |  |  |  |  |  |  |                  |                  |                  |                  |                            |                            |                            |                            |                            |                            |                           |                           |                           |                           |                          |                          |                               |                               |                               |                               |                               |                               |                             |                             |                             |                             |  |  |  |  |  |  |  |  |  |  |  |  |  |  |  |  |  |  |
|  |  |  |  |  |  |  |  |  |  |  |  |  |  |  |  |  |  |  |  |  |  |  |  |  |  |                  |                  |                  |                  |                            |                            |                            |                            |                            |                            |                           |                           |                           |                           |                          |                          |                               |                               |                               |                               |                               |                               |                             |                             |                             |                             |  |  |  |  |  |  |  |  |  |  |  |  |  |  |  |  |  |  |
|  |  |  |  |  |  |  |  |  |  |  |  |  |  |  |  |  |  |  |  |  |  |  |  |  |  |                  |                  |                  |                  | Панчо Тошев (1894? – 1942) | Панчо Тошев (1894? – 1942) | Панчо Тошев (1894? – 1942) | Панчо Тошев (1894? – 1942) | Панчо Тошев (1894? – 1942) | Панчо Тошев (1894? – 1942) |                           |                           | Крум Тошев (1899 – 1965)  | Крум Тошев (1899 – 1965)  | Крум Тошев (1899 – 1965) | Крум Тошев (1899 – 1965) | Крум Тошев (1899 – 1965)      | Крум Тошев (1899 – 1965)      |                               |                               | Цвета Иванова (1902 – 1985)   | Цвета Иванова (1902 – 1985)   | Цвета Иванова (1902 – 1985) | Цвета Иванова (1902 – 1985) | Цвета Иванова (1902 – 1985) | Цвета Иванова (1902 – 1985) |  |  |  |  |  |  |  |  |  |  |  |  |  |  |  |  |  |  |
|  |  |  |  |  |  |  |  |  |  |  |  |  |  |  |  |  |  |  |  |  |  |  |  |  |  |                  |                  |                  |                  | Панчо Тошев (1894? – 1942) | Панчо Тошев (1894? – 1942) | Панчо Тошев (1894? – 1942) | Панчо Тошев (1894? – 1942) | Панчо Тошев (1894? – 1942) | Панчо Тошев (1894? – 1942) |                           |                           | Крум Тошев (1899 – 1965)  | Крум Тошев (1899 – 1965)  | Крум Тошев (1899 – 1965) | Крум Тошев (1899 – 1965) | Крум Тошев (1899 – 1965)      | Крум Тошев (1899 – 1965)      |                               |                               | Цвета Иванова (1902 – 1985)   | Цвета Иванова (1902 – 1985)   | Цвета Иванова (1902 – 1985) | Цвета Иванова (1902 – 1985) | Цвета Иванова (1902 – 1985) | Цвета Иванова (1902 – 1985) |  |  |  |  |  |  |  |  |  |  |  |  |  |  |  |  |  |  |
|  |  |  |  |  |  |  |  |  |  |  |  |  |  |  |  |  |  |  |  |  |  |  |  |  |  |                  |                  |                  |                  |                            |                            |                            |                            |                            |                            |                           |                           | Антон Тошев (1930 – 1978) |                           |                          |                          |                               |                               |                               |                               |                               |                               |                             |                             |                             |                             |  |  |  |  |  |  |  |  |  |  |  |  |  |  |  |  |  |  |